# Wympel R-27
Die R-27 ist eine in der Sowjetunion entwickelte Luft-Luft-Lenkwaffe für mittlere Kampfentfernungen. Der DIA-Code lautet AA-10 und der NATO-Codename Alamo.

## Entwicklung

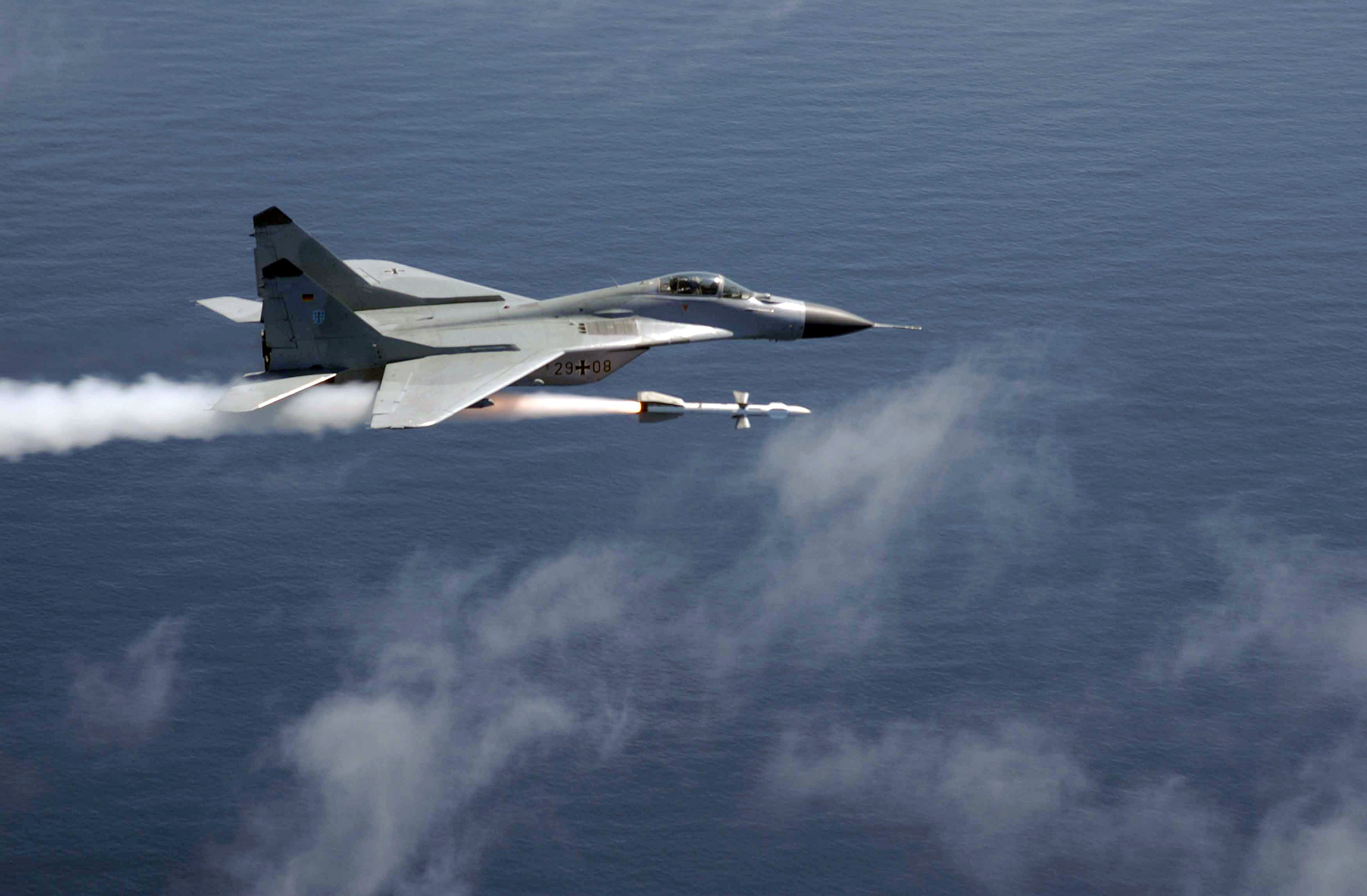
Eine MiG-29 der Bundeswehr feuert eine R-27R ab (2003).

Die R-27 wurde für die 4. Generation sowjetischer Kampfflugzeuge wie die MiG-29 und Su-27 entwickelt. Zuerst versuchte man ab 1968 vergeblich mit der K-25 („Isdelije 370“) eine Kopie der AIM-7 Sparrow zu entwickeln. Das Projekt wurde 1971 abgebrochen. Danach griffen die Entwickler auf die R-24 zurück und entwickelten basieren auf diesem Entwurf die R-27. Im Jahr 1984 wurden die ersten Raketen für die Su-27 und ein Jahr später für die MiG-29  der sowjetischen Luftstreitkräfte ausgeliefert. Bis zum Zerfall der Sowjetunion wurden die R-27 bei der Firma Artem in der Ukraine produziert. Mit der Unabhängigkeit der Ukraine wurde die R-27-Produktion für Russland eingestellt. Bei Artem wurde daraufhin die R-27 nur noch für den Export produziert. In Russland begann man daraufhin bei Wympel (heute KTRW) mit der Produktion einer abgeänderten Ausführung der R-27.

## Technik
Die R-27 ist modular aufgebaut und besteht aus folgenden Modulen: Suchkopf, Lenkeinheit und Gefechtskopf sowie Raketenmotor. Von sämtlichen Modulen (außer dem Gefechtskopf) existieren verschiedene Ausführungen, die miteinander kombiniert werden können. Es entstanden so verschiedene Ausführungen der R-27: R-27R (NATO-Bezeichnung AA-10 Alamo A) mit halbaktiver Radarlenkung und R-27T (AA-10 Alamo B) mit Infrarotlenkung. Weiter können die Raketen mit einem vergrößerten Raketenmotor ausgerüstet werden. Diese Modelle werden R-27ER (AA-10 Alamo C) und R-27ET (AA-10 Alamo D) bezeichnet. Daneben existieren die Ausführungen R-27P und R-27PE mit passiven Radarsuchköpfen. Diese Lenkwaffen dienen primär zur Bekämpfung von Radarüberwachungsflugzeugen (AWACS) und Kampfflugzeugen für die Elektronische Kampfführung.

## Varianten

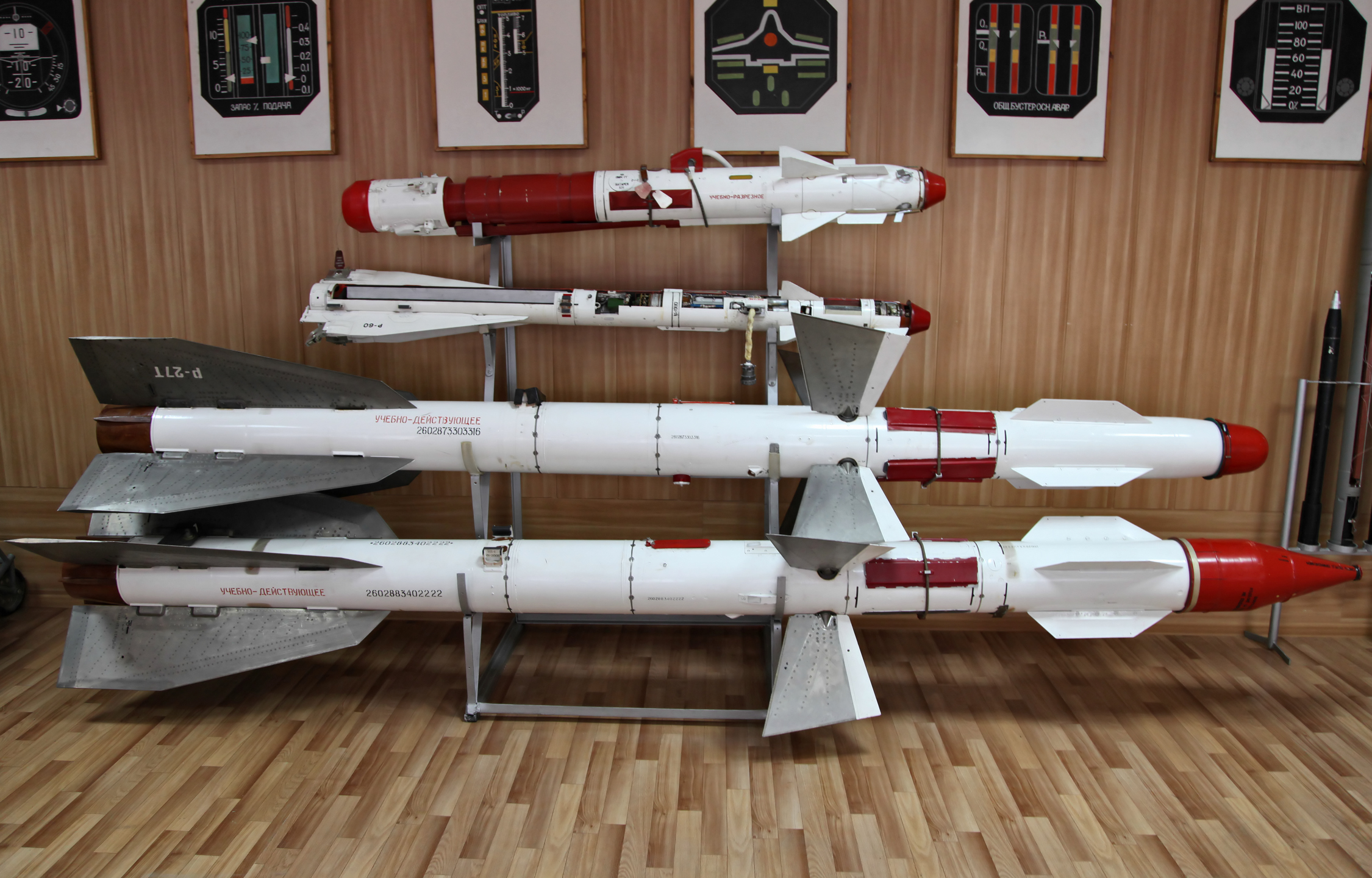
R-27R (unten), R-27T (oberhalb).

- R-27T

1. Serienversion mit 36T-Infrarot-Suchkopf; Reichweite 40 km.
- R-27R

1. Serienversion mit halbaktivem 9B1101K-Radar-Suchkopf; Reichweite 50 km.
- R-27T1

Verbesserte R-27T mit einer Reichweite von 65 km.
- R-27R1

Verbesserte R-27R; Reichweite 60 km.
- R-27ET

Mittelstreckenversion mit Infrarot-Suchkopf; Reichweite 70 km.
- R-27ER

Mittelstreckenversion mit halbaktivem Radar-Suchkopf; Reichweite 75 km.
- R-27EA

Mittelstreckenversion mit aktivem 9B1103M-Radar-Suchkopf. Entwicklung wurde 1995 zugunsten der Wympel R-77 aufgegeben.
- R-27EM

Marineversion mit halbaktivem Radar-Suchkopf; fähig Flugkörper zu treffen, die 3 m über der Meeresoberfläche fliegen; Reichweite 130 km.
- R-27P

Mittelstrecken-Version mit passivem 9B1032-Radar-Suchkopf; Reichweite 60 km.
- R-27PR

Verbesserte R-27P; Reichweite 80 km.

## Technische Daten
Daten aus
| Lenkwaffe           | R-27T                                | R-27R                                | R-27ET                               | R-27ER                               |
| ------------------- | ------------------------------------ | ------------------------------------ | ------------------------------------ | ------------------------------------ |
| Länge               | 3,79 m                               | 4,08 m                               | 4,50 m                               | 4,78 m                               |
| Rumpfdurchmesser    | 230 mm                               | 230 mm                               | 260 mm                               | 260 mm                               |
| Flügelspannweite    | 770 mm                               | 770 mm                               | 800 mm                               | 800 mm                               |
| Masse               | 245 kg                               | 253 kg                               | 343 kg                               | 350 kg                               |
| Antrieb             | R-300-Feststoffraketentriebwerk      | R-300-Feststoffraketentriebwerk      | R-300E-Feststoffraketentriebwerk     | R-300E-Feststoffraketentriebwerk     |
| Gefechtskopf        | 39 kg Continuous Rod                 | 39 kg Continuous Rod                 | 39 kg Continuous Rod                 | 39 kg Continuous Rod                 |
| Zünder              | Aufschlag- und Radar-Näherungszünder | Aufschlag- und Radar-Näherungszünder | Aufschlag- und Radar-Näherungszünder | Aufschlag- und Radar-Näherungszünder |
| Fluggeschwindigkeit | Mach 4 (1.372 m/s)                   | Mach 4 (1.372 m/s)                   | Mach 5 (1.715 m/s) (unbelegt)        | Mach 5 (1.715 m/s) (unbelegt)        |
| Einsatzreichweite   | 40 km                                | 50 km                                | 70 km                                | 75 km                                |
| Lenkung             | INS + Datenlink                      | INS + Datenlink                      | INS + Datenlink                      | INS + Datenlink                      |
| Zielortung          | passiv IR                            | SARH                                 | passiv IR                            | SARH                                 |

## Plattformen
Mit der AKU/APU-470-Startschiene kann der R-27-Lenkflugkörper ab folgenden Kampfflugzeugen gestartet werden:
- Mikojan-Gurewitsch MiG-21 (NATO-Codename „Fishbed“) – als Nachrüstung
- Mikojan-Gurewitsch MiG-23 („Flogger“) – als Nachrüstung
- Mikojan-Gurewitsch MiG-25 („Foxbat“) – als Nachrüstung
- Mikojan-Gurewitsch MiG-31BM („Foxhound“)
- Mikojan-Gurewitsch MiG-29S („Fulcrum-C“)
- Mikojan-Gurewitsch MiG-33 („Fulcrum-F“)
- Mikojan-Gurewitsch MiG-35 („Super-Fulcrum“)
- Suchoi Su-27SM („Flanker-B“)
- Suchoi Su-30MK („Flanker-C“)
- Suchoi Su-34 („Fullback“)
- Suchoi Su-57 („Felon“)

## Verbreitung
Daten aus
- Algerien – 324
- Angola – Anzahl unbekannt
- Aserbaidschan – Anzahl unbekannt
- Äthiopien – 80
- Bangladesch – Anzahl unbekannt
- Belarus – Anzahl unbekannt
- Bulgarien – Anzahl unbekannt
- Volksrepublik China – Anzahl unbekannt
- Deutschland – Anzahl unbekannt
- Eritrea – 25
- Indien – 500
- Iran – Anzahl unbekannt
- Irak – Anzahl unbekannt
- Jemen – 100
- Kasachstan – Anzahl unbekannt
- Kuba – Anzahl unbekannt
- Libyen – Anzahl unbekannt
- Malaysia – 150
- Moldau – Anzahl unbekannt
- Myanmar – 110
- Nordkorea – 10
- Peru – Anzahl unbekannt
- Polen – Anzahl unbekannt
- Rumänien – Anzahl unbekannt
- Serbien – Anzahl unbekannt
- Slowakei – 20
- Sudan – Anzahl unbekannt
- Syrien – Anzahl unbekannt
- Tschad – Anzahl unbekannt
- Tschechien – Anzahl unbekannt
- Turkmenistan – Anzahl unbekannt
- Uganda – Anzahl unbekannt
- Ukraine – Anzahl unbekannt
- Ungarn – 342
- Usbekistan – Anzahl unbekannt
- Venezuela – 100

### Vergleichbare Systeme
- AIM-7 Sparrow
- AIM-120 AMRAAM
- MBDA Meteor